# Club sportif féminin de Bizerte
Le Club sportif féminin de Bizerte (arabe : النادي الرياضي لفتيات بنزرت), plus couramment abrégé en CSF Bizerte, est un club omnisports féminin tunisien fondé en 1960 et basé dans la ville de Bizerte.

## Palmarès
- Championnat de Tunisie féminin de basket-ball (2) :
  - Vainqueur : 1966, 2009
- Coupe de Tunisie féminine de basket-ball :
  - Finaliste : 2010